# Erodium litwinowii
Erodium litwinowii là một loài thực vật có hoa trong họ Mỏ hạc. Loài này được Woronow mô tả khoa học đầu tiên năm 1910.